# Marco Kostmann
Marco Kostmann (Rostock, 12 aprile 1966) è un allenatore di calcio ed ex calciatore tedesco, preparatore dei portieri dell'Augusta.

## Biografia
È il figlio dell'ex calciatore Gerd Kostmann.

## Palmarès

### Giocatore

#### Competizioni nazionali
- Campionato tedesco di seconda divisione: 1

Saarbrücken: 1991-1992 (girone sud)